# フィニアス・オコネル
- フィニアス・オコネル
- フィネアス・オコネル
- フィニアス・オコンネル

フィニアス・ベアード・オコネル（Finneas Baird O'Connell、1997年7月30日 - ）は、アメリカ合衆国のシンガーソングライター、音楽プロデューサー、俳優である。日本語だと「フィネアス・オコネル」や「フィニアス・オコンネル」の表記も見られる。ビリー・アイリッシュの実兄で、彼女のために多くの楽曲をプロデュースしていることでも知られている。グラミー賞で5部門にノミネートされ、楽曲賞・アルバム技術賞・レコード賞・プロデューサー賞を受賞した。

## 略歴
幼少期に俳優として活動を始め、映画『バッド・ティーチャー』やテレビドラマ『モダン・ファミリー』などの作品にゲスト出演したほか、2015年に放送されたテレビドラマ『glee/グリー』シーズン6にアリステア役で出演した。
2019年10月4日にフィニアス名義でのEP『ブラッド・ハーモニー』を発売。
2021年10月15日、インタースコープ・レコードからデビュー・アルバム『オプティミスト』を発売。
2024年9月17日、妹のビリー・アイリッシュと共に2024年アメリカ合衆国大統領選挙では民主党を支持すると同時に大統領候補のカマラ・ハリス並びに副大統領候補のティム・ウォルズに投票することを表明した。

## ディスコグラフィ
スタジオ・アルバム
- 『オプティミスト』 - Optimist（2021年）

EP
- 『ブラッド・ハーモニー』 - Blood Harmony（2019年）